# Максименко Петро Степанович
Максименко Петро Степанович  (25 червня 1924, с. Злинка, Кіровоградська область, УРСР — 12 лютого 2012, Ізраїль) — радянський і український художник. Нагороджений орденом Червоної Зірки та медалями.

## Життєпис
Народився 25 червня 1924 р. у с. Злинка (нині Кіровоградської обл.) в родині робітників. Закінчив Київське училище прикладного мистецтва (1955) і Львівський поліграфічний інститут (1970). 
Працював художником на Київській та Ялтинській студіях художніх фільмів. 
З 1963 р. — художник Київської кіностудії ім. О. П. Довженка.
Був членом Національної спілки кінематографістів України (з 1972).
П. С. Максименко помер 12 лютого 2012 року в Ізраїлі, похований в місті Цфат.

## Фільмографія
Оформив стрічки: 
- «Дорогою ціною» (1957, асистент художника)
- «Штепсель одружує Тарапуньку» (1957, асистент художника)
- «Друзі-товариші» (1959)
- «За всяку ціну» (1959)
- «Йду до вас!..» (1961)
- «Дресирувальники» (1962, реж. В. Цвєтков)
- «Ключі від неба»
- «Тіні забутих предків» (1964, декоратор)
- «Криниця для спраглих» (1965, у співавт.)
- «Два роки над прірвою» (1966, декоратор)
- «Ця тверда земля» (1967, декоратор)
- «Вечір на Івана Купала» (1968)
- «Важкий колос» (1969, у співавт. з О. Кудрею)
- «Хліб і сіль» (1970, у співавт. з О. Кудрею)
- «Всього три тижні» (1971)
- «Жива вода» (1971)
- «Нічний мотоцикліст» (1972)
- «Випадкова адреса» (1973)
- «Земні та небесні пригоди» (1974)
- «Це було в Міжгір'ї» (1975)
- «Дніпровський вітер» (1976, новели: «Чари-комиші», «На косі»)
- «Женці» (1979)
- «Віщує перемогу» (1978, у співавт.)
- «Під свист куль» (1981)
- «Старі листи» (1981, т/ф)
- «Третій у п'ятому ряду» (1984) та ін.